# Wellsville, Ohio
Wellsville là một làng thuộc quận Columbiana, tiểu bang Ohio, Hoa Kỳ. Năm 2010, dân số của làng này là 3541 người.